# Эштон, Дин
Дин Э́штон (англ. Dean Ashton; 24 ноября 1983, Суиндон, Англия) — английский футболист, нападающий, завершивший карьеру из-за хронической травмы голеностопа.

## Карьера
Дин Эштон начинал карьеру в футбольном клубе «Кру Александра» под руководством известного тренера Дарио Гради. Он впервые вышел за основу клуба в октябре 2000 года, став одним из самых молодых дебютантов в истории «железнодорожников». Несмотря на травмы, спады, свойственные молодости, а также нестабильную игру клуба, курсировавшего из первого дивизиона во второй и обратно, габаритный форвард исправно штамповал голы, и к сезону 2004/05, ставшему последним в составе команды, на его счету было уже 74 мяча в 178 играх (учитывая все турниры). За первую половину сезона 2004/05 Эштон забил 20 мячей в 27 матчах и в январе 2005 года перешёл в «Норвич» за 3 млн £. К тому моменту молодой нападающий уже дебютировал в молодёжной (до 21 года) сборной Англии.
Эштон, даже несмотря на то, что присоединился к канарейкам лишь в январе, он завершил сезон лучшим бомбардиром клуба с 7 голами в 16 матчах. Однако это не помогло «Норвичу» сохранить прописку в премьер-лиге. Многие клубы тут же стали бороться за талантливого нападающего, однако он решил быть верным клубу и, подписав с ним новое соглашение, отправился в второй по значимости английский дивизион. Как выяснилось, ненадолго. Уже в январе 2006 года «Норвич» был вынужден расстаться со своей звездой, забившей за год пребывания в клубе 18 мячей в 46 играх. За 7 млн фунтов Эштона приобрел лондонский «Вест Хэм» (при чём, если бы «Вест Хэм» захотел расстаться с игроком, то «Норвич» получил бы 15 процентов от суммы следующего трансфера).
Форварду удался впечатляющий старт в составе молотобойцев — 6 мячей в 16 играх, включая гол в финале Кубка Англии «Ливерпулю», который, впрочем, не принес лондонцам трофей. На чемпионат мира 2006 года Эштона не взяли, но в августе он всё-таки получил вызов в национальную команду на товарищеский матч с греками. Тренировочный сбор обернулся для нападающего несчастьем — он сломал лодыжку и выбыл из строя на год (впоследствии
Эштон рассматривал возможность подать гражданский иск против Райт-Филлипса, который и нанёс травму Дину, и его тогдашнего клуба «Челси», откуда полузащитник в настоящий момент перебрался в «Манчестер Сити»). В его отсутствие «Вест Хэм» лишь в последнем туре спасся от вылета, и Эштон получил ещё один шанс проявить себя в премьер-лиге в сезоне 2007/08.
Нападающий мощно начал новый сезон и был вызван Стивом Маклареном на отборочные матчи чемпионата Европы против Эстонии и России, однако травма колена вновь не позволила Эштону дебютировать в составе трех львов. Дебют состоялся лишь по окончании сезона — нападающий провел мощную концовку чемпионата, забив 5 голов в 8 матчах, включая красивейший гол в ворота «Манчестер Юнайтед», и был вызван Фабио Капелло на товарищеские матчи против США и Тринидада и Тобаго. Именно в последнем матче, состоявшемся 1 июня 2008 года, 24-летний Эштон наконец-то вышел на поле в составе национальной сборной Англии.
Последний официальный матч в своей карьере Эштон провёл 13 сентября 2008 года в составе молотобойцев против «Вест Бромвича»..
На тренировке в Чадуэлле Эштон получил серьёзную травму лодыжки. Спустя четыре месяца после последней попытки восстановиться, единственное, что беспокоило Дина — возможность ходить, просто ходить. Несмотря на то, что пропустив сезон 2006/2007, ему удалось вернуться на поле, приходилось скрывать, что играть приходится с постоянной болью. Прыжки давались с трудом, ко всему прочему пришлось научиться бить по мячу другой ногой.

После долгого лечения летом 2009 года Дин присоединился к основной команде. На одной из тренировок Дин бегал трусцой, заканчивая второй круг, почувствовал сильную боль в колене. 

Этот хруст, звук из сустава был просто ужасен. Кирон Дайер подумал, что что-то случилось с моими бутсами. Я отошёл в сторону и, крича, упал. Я плакал во второй раз в жизни. Я понял, что это конец. Всё. Мой последний шанс ушёл.

Спустя 14 месяцев после матча с «Вест Бромвичем» Дин Эштон завершил игровую карьеру в возрасте 26 лет.

## Статистика
| Клуб             | Сезон     | Чемпионат | Чемпионат | Кубок Англии | Кубок Англии | Кубок Футбольной лиги | Кубок Футбольной лиги | Другое | Другое | Всего | Всего |
| Клуб             | Сезон     | Игр       | Голов     | Игр          | Голов        | Игр                   | Голов                 | Игр    | Голов  | Игр   | Голов |
| ---------------- | --------- | --------- | --------- | ------------ | ------------ | --------------------- | --------------------- | ------ | ------ | ----- | ----- |
| Вест Хэм Юнайтед | 2009/10   | 0         | 0         | 0            | 0            | 0                     | 0                     | 0      | 0      | 0     | 0     |
| Вест Хэм Юнайтед | 2008/09   | 4         | 2         | 0            | 0            | 1                     | 0                     | 0      | 0      | 5     | 2     |
| Вест Хэм Юнайтед | 2007/08   | 31        | 10        | 2            | 0            | 2                     | 1                     | 0      | 0      | 35    | 11    |
| Вест Хэм Юнайтед | 2006/07   | 0         | 0         | 0            | 0            | 0                     | 0                     | 0      | 0      | 0     | 0     |
| Вест Хэм Юнайтед | 2005/06   | 11        | 3         | 5            | 3            | 0                     | 0                     | 0      | 0      | 16    | 6     |
| Всего            | 2006—2008 | 46        | 15        | 7            | 3            | 3                     | 1                     | 0      | 0      | 56    | 19    |
| Норвич Сити      | 2005/06   | 28        | 10        | 0            | 0            | 2                     | 1                     | 0      | 0      | 30    | 11    |
| Норвич Сити      | 2004/05   | 16        | 7         | 0            | 0            | 0                     | 0                     | 0      | 0      | 16    | 7     |
| Всего            | 2005—2006 | 44        | 17        | 0            | 0            | 2                     | 1                     | 0      | 0      | 46    | 18    |
| Кру Александра   | 2004/05   | 24        | 18        | 0            | 0            | 3                     | 2                     | 0      | 0      | 27    | 20    |
| Кру Александра   | 2003/04   | 44        | 19        | 1            | 0            | 2                     | 1                     | 0      | 0      | 47    | 20    |
| Кру Александра   | 2002/03   | 38        | 9         | 2            | 2            | 1                     | 0                     | 3      | 5      | 44    | 16    |
| Кру Александра   | 2001/02   | 32        | 7         | 4            | 3            | 1                     | 0                     | 0      | 0      | 37    | 10    |
| Кру Александра   | 2000/01   | 21        | 8         | 2            | 0            | 0                     | 0                     | 0      | 0      | 23    | 8     |
| Всего            | 2000—2005 | 159       | 61        | 9            | 5            | 7                     | 3                     | 3      | 5      | 178   | 74    |
| Всего за карьеру | 2000—2008 | 249       | 93        | 16           | 8            | 12                    | 5                     | 3      | 5      | 280   | 111   |